# ドログー (通報艦)
ドログー（Drogou, F 783）は、フランス海軍のデスティエンヌ・ドルヴ級通報艦3番艦。艦名は第二次世界大戦中、自由フランス軍に参加し戦死したフランソワ・ドログー海軍中佐（François Drogou）に由来する。

## 艦歴
「ドログー」は、DCNロリアン工廠で建造され1973年10月1日に起工、1974年11月30日に進水、1976年9月30日に就役する。
1981年10月17日にカンヌと命名都市の関係を結んだ。「ドログー」は当初トゥーロンに、その後ブレストに配備され海外領土や経済水域の警備の他に、潜水艦部隊の支援や法執行活動および救難を担当し海洋における諸任務に当たる。
1999年7月30日に退役する。

## TCG ボドルム
ボドルム（トルコ語：TCG Bodrum, F-501）は、トルコ海軍がフランスから購入したブラク級（Burak）コルベットの2番艦。艦名はボドルムに由来する。
「ボドルム」は、2000年11月にフランスから購入しDCNにて回復作業が行なわれた後、2001年10月18日にトルコ海軍に納入された。